# Piper PA-28 Cherokee

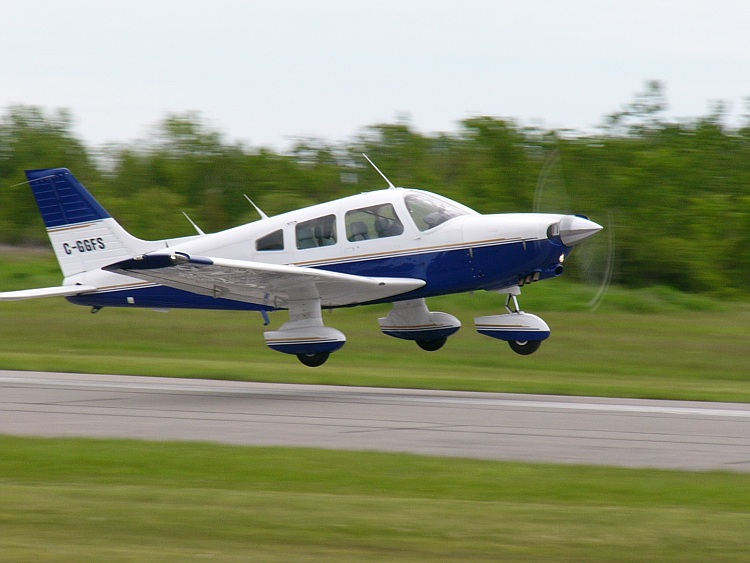
PA-28 Cherokee

De Piper PA-28 Cherokee is een Amerikaans eenmotorig laagdekker sportvliegtuig met een driewielig landingsgestel. Het geheel metalen toestel met twee of vier zitplaatsen maakte zijn eerste vlucht in januari 1960. In totaal zijn er, inclusief alle varianten, door vliegtuigfabrikant Piper Aircraft meer dan 32.778 exemplaren van gebouwd.
De Piper Cherokee was bedoeld als een eenvoudiger te produceren, en dus goedkoper, alternatief voor de Piper PA-24 Comanche, zodat Piper met de PA-28 Cherokee beter de Cessna 172 kon beconcurreren. Vanaf 1972 werd de Comanche volledig vervangen door de PA-28- en PA-32-productlijn.
Vliegtuigbouwer Piper heeft een grote variatie aan modellen gecreëerd binnen de Cherokee-familie. De motoren variëren van 140 tot 300 pk, met of zonder turbolader. Verder bestaan er modellen met intrekbaar landingsgestel en constant-speed propeller. De grotere zespersoons uitvoering, de PA-32, werd verkocht onder de naam Cherokee Six.

## Varianten

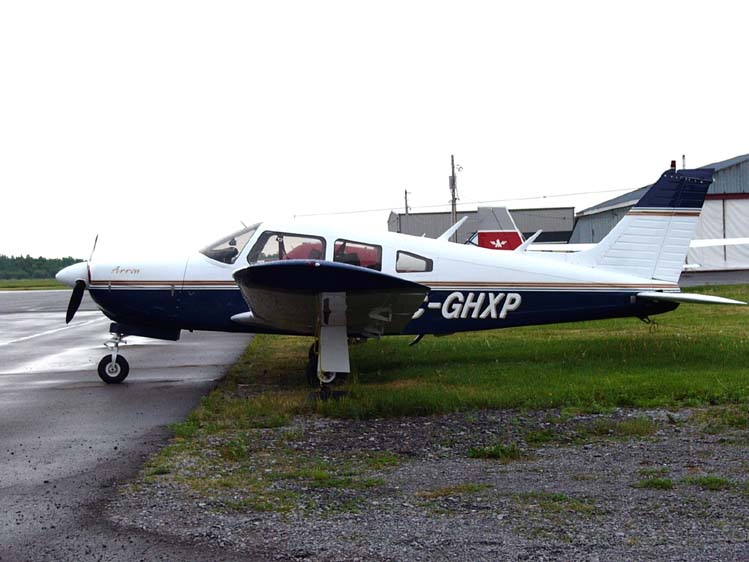
PA-28R Arrow met intrekbaar landingsgestel (wieldeuren zijn duidelijk zichtbaar)

De PA-28 Cherokee is geleverd in vele varianten en onder diverse namen:
PA-28 WarriorMet taps toelopende vleugels en 160 pk motor.
PA-28 ArcherMet 12,7 cm langere romp en 180 pk motor.
PA-28 DakotaMet semi taps-toelopende vleugels en 235 pk motor.
PA-28R ArrowMet intrekbaar landingsgestel (de 'R' staat voor Retractable landing gear). Geleverd met motoren van: 180-200 pk
PA-28 CadetTweezitter met 160 pk motor.
PA-28 Archer DXMet Continental CD-155 dieselmotor, vermogen 155 pk.
PA-28 PilotVFR- en IFR-budgettrainer met 180 pk motor.
PA-32 Cherokee SixPA-28-variant met een 1,3 m verlengde romp met zes zitplaatsen en geleverd met motoren in de range van 260-300 pk. Van 1965-2007 zijn er meer dan 7842 exemplaren gebouwd. De Cherokee Six (PA-32R) met intrekbaar landingsgestel werd vanaf 1975 verkocht onder de naam PA-32R Lance en van 1980-2009 als PA-32R Saratoga.

### Tweemotorige varianten
PA-34 SenecaModel met twee motoren (2 × 200 pk) en zes zitplaatsen, geconstrueerd op basis van het airframe (vliegtuigcasco) van de PA-32 Cherokee Six.
PA-44 SeminoleModel met twee motoren (2 × 180 pk) en vier zitplaatsen, geconstrueerd op basis van het airframe van de PA-28 Cherokee.

## Specificaties
- Type: PA-28 Cherokee 140 (1964)
- Fabriek: Piper Aircraft
- Bemanning: 1
- Passagiers: 3
- Lengte: 7,10 m
- Spanwijdte: 9,14 m
- Hoogte: 2,23 m
- Vleugeloppervlak: 15 m²
- Vleugelprofiel: NACA 65(2)-415
- Leeg gewicht: 545 kg
- Maximum gewicht: 975 kg

Piper Cherokee tekening

- Motor: 1 × Lycoming O-320-E2A viercilinder boxermotor, 150 pk (110 kW)
- Propeller: Sensenich M74DM
- Eerste vlucht: 14 januari 1960
- Aantal gebouwd: 32.778+ (1961-heden)
- Status: actief, in productie

Prestaties:
- Maximumsnelheid: 228 km/u
- Kruissnelheid: 200 km/u
- Overtreksnelheid: 87 km/u
- Klimsnelheid: 3,4 m/s
- Plafond: 4400 m
- Vliegbereik: 861 km
- Vleugelbelasting: 65 kg/m²